# فينشينسو غريلا

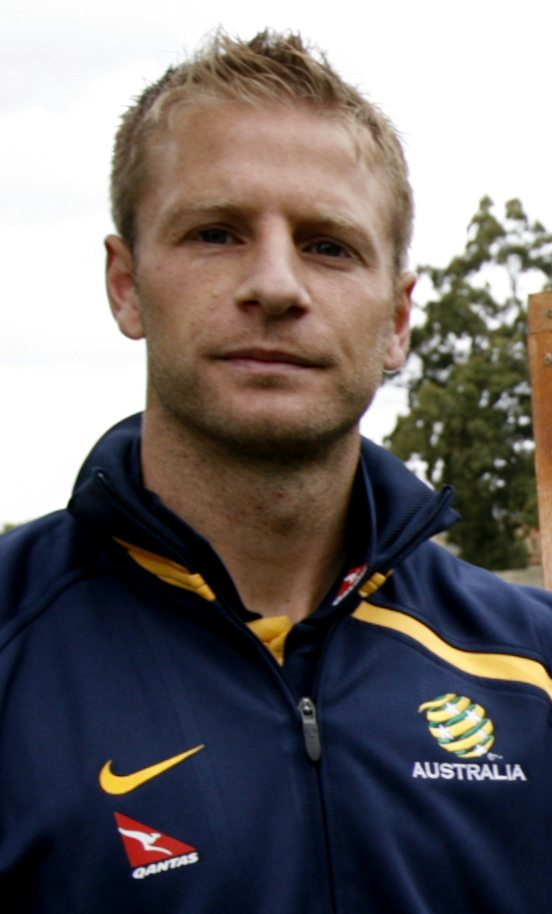

فينشينسو غريلا (Vincenzo Grella)، من مواليد 5 أكتوبر 1979 في داندينونغ في أستراليا، لاعب كرة قدم أسترالي.
بدأ مسيرته الكروية مع نادي كانبيرا كوزموس في موسم 1996/1997، وقد شارك معهم في 14 مباراة وسجل هدف واحد، وفي عام 1997 انتقل إلى نادي كارلتون، ولعب معهم حتى عام 1999، وشارك معهم في 23 مباراة وسجل هدف واحد، وفي موسم 1999/2000 انتقل إلى نادي إمبولي الإيطالي، ولعب معهم 5 مباريات، وفي موسم 2000/2001 انتقل إلى نادي ترنانا الإيطالي، ولعب معهم 27 مباراة، وفي عام 2001 عاد إلى نادي إمبولي الإيطالي، ولعب معهم حتى عام 2004، وشارك معهم في 88 مباراة وسجل هدف واحد، وفي عام 2004 انتقل إلى نادي بارما الإيطالي، ولعب معهم حتى عام 2007، وشارك معهم في 84 مباراة وسجل هدفين، ومنذ عام 2007 وهو يلعب مع نادي تورينو الإيطالي.
و قد بدأ باللعب مع منتخب أستراليا لكرة القدم في عام 2003.

## روابط خارجية
- فينشينسو غريلا على موقع الاتحاد الدولي (مؤرشف)  (الإنجليزية)
- فينشينسو غريلا على موقع قاعدة بيانات كرة القدم.إي يو (الإنجليزية)
- فينشينسو غريلا على موقع ناشيونال فوتبول تيمز (الإنجليزية)
- فينشينسو غريلا على موقع Soccerbase.com (لاعب) (الإنجليزية)
- فينشينسو غريلا على موقع عالم كرة القدم.نت (الإنجليزية)
- فينشينسو غريلا على موقع أوليمبيديا (الإنجليزية)
- فينشينسو غريلا على موقع اللجنة الأولمبية الأسترالية (الإنجليزية)